# Oliver Pagé
Oliver Pagé (* 10. April 1971 in Nickenich) ist ein ehemaliger deutscher Fußballspieler und heutiger -trainer.
Für Bayer 04 Leverkusen und Dynamo Dresden absolvierte der 1,91 m große Abwehrspieler insgesamt neun Partien in der Fußball-Bundesliga, ehe er seine Spielerkarriere freiwillig beendete. Anschließend wurde er Pastor einer Freikirche und ist heute zudem als Trainer tätig.

## Werdegang
In seiner Jugend spielte der Sohn einer deutschen Mutter und eines nigerianischen Vaters von 1978 bis 1986 in seiner Heimatgemeinde Nickenich (Landkreis Mayen-Koblenz) bei der dortigen Sportvereinigung. Neben dem Fußball betrieb er auch Leichtathletik und wurde 1986 rheinland-pfälzischer Meister im Weitsprung. 1986/87 spielte er ein Jahr lang bei der SpVgg Andernach.

### Spielerkarriere
Im Alter von 16 Jahren wechselte Pagé 1987 zu Bayer 04 Leverkusen. Dort gab er am 2. Dezember 1988 als 17-Jähriger sein Debüt in der Fußball-Bundesliga, als er bei dem 0:0-Unentschieden gegen den 1. FC Kaiserslautern in der 74. Spielminute für Marek Leśniak eingewechselt wurde. Im folgenden Jahr gehörte er auch dem Kader der deutschen U-18-Nationalmannschaft an. Insgesamt bestritt Pagé fünf weitere Spiele für den Werksklub und stand dabei stets in der Startelf, der Durchbruch blieb ihm aufgrund verschiedener Verletzungen jedoch verwehrt. Am 23. Februar 1991 erzielte er sein einziges Bundesligator in einer Partie gegen den FC Bayern München (Endstand 1:2). In seiner Leverkusener Zeit lernte Pagé seinen Mannschaftskameraden Jorginho kennen, der ihn zum Bibelkreis einlud und ihn dadurch dem christlichen Glauben näher brachte.
Zur Saison 1991/92 wechselte Pagé für eine Ablöse von 450.000 Mark zu Dynamo Dresden, für die er in weiteren drei Spielen in der Bundesliga zum Einsatz kam. Im Sachsen der Nachwendezeit sah er sich aber wiederholt rassistischen Anfeindungen ausgesetzt. Ein Jahr später verließ er die Dresdner daher wieder und wechselte zum Regionalligisten Rot-Weiss Essen, mit denen er 1993 den Aufstieg in die 2. Liga erreichte.

### Trainerkarriere und Pastorentätigkeit
Nach dem Zweitligaaufstieg der Essener lehnte Pagé eine Verlängerung seines Vertrages jedoch ab und erklärte im Alter von 22 Jahren seine Karriere im Profifußball für beendet. Stattdessen ließ er sich an einer theologischen Akademie in England zum Pastor einer Freikirche ausbilden. Nach seiner Ordination als Pastor stieg er hobbymäßig in das Trainergeschäft ein, zunächst als Juniorentrainer bei seinem Heimatverein in Nickenich. Anschließend wechselte er 1999 nach Stuttgart und baute dort als Spielertrainer, Abteilungsleiter und Vizepräsident den Christlichen Sportverein Stuttgart mit auf, mit dem er innerhalb von drei Jahren den Aufstieg bis in die Bezirksliga erreichte. Zudem engagierte er sich in der baden-württembergischen Landeshauptstadt in der Initiative Sportler ruft Sportler und war als Seelsorger für Spitzensportler tätig. Ein Angebot, als sportlicher Entwicklungshelfer für die FIFA zu arbeiten, lehnte er aus beruflichen und familiären Gründen jedoch ab.
2003 schloss er beim deutschen Zweig der Columbia International University seinen M.A. erfolgreich ab. Im Fußballtrainer-Bereich erlangte er 2001 in Stuttgart die C-Lizenz und 2003 die Trainer-B-Lizenz. Danach zog er mit seiner Familie in den Westerwald, wo er als übergemeindlicher Prediger arbeitete und zudem den Rheinlandligisten VfL Hamm/Sieg trainierte. 2004 erhielt er auch die A-Lizenz. An der Sieg arbeitet er von 2003 bis 2005, wobei seine Mannschaft in der Saison 2003/2004 Vizemeister wurde. Nach der Saison 2004/2005 beendete Pagé sein Engagement in Hamm.
2007 nahm er gemeinsam mit ehemaligen Profifußballern wie Zvonimir Soldo, Michael Rummenigge, Ciriaco Sforza und Mario Basler erfolgreich am Lehrgang zur UEFA-Pro-Lizenz (Fußball-Lehrer) an der Hennes-Weisweiler-Akademie in Köln teil. Im Zuge seiner Ausbildung hospitierte Pagé unter anderem zwei Wochen lang beim SV Werder Bremen an der Seite von Thomas Schaaf und seines früheren Kollegen Wolfgang Rolff. Den Lehrgang schloss er mit der Abschlussnote 2,0 ab. In der Saison 2007/08 trainierte er daraufhin die in der fünften Liga spielende U-23 der Sportfreunde Siegen.
Im Rahmen der Sportförderung des Auswärtigen Amtes, des Deutschen Fußball-Bunds und des Deutschen Olympischen Sportbunds war Pagé ab Anfang 2009 im Auslandseinsatz. So trainierte er ab 2009 den kenianischen Erstligisten Nairobi City Stars, den er zur Hinserie auf den vierten Platz führte. Zudem führte er dort regelmäßig Trainerkurse, auch für Frauen, durch und unterstützte ein Fußballprojekt für Waisen und Halbwaisen in der Provinz Nyanza. Er verließ den Verein nach sechs Monaten jedoch, weil der Club bereits nach dem dritten Monat gegebene Zusagen nicht einhielt. In der folgenden Zeit war er bei verschiedenen Projekten in Sri Lanka und Äthiopien tätig. Ab 2011 lebte Pagé in Ägypten, wo er Technischer Direktor und Cheftrainer einer Fußballakademie war. Zusätzlich hospitierte er im Januar 2012 an der Seite von Walter Meeuws beim ägyptischen Erstligisten Wadi Degla SC.
Mit seiner Dissertationsschrift Sport und Spiritualität wurde Pagé 2012 an der US-amerikanischen New Covenant International University im Fach Intercultural Studies promoviert.
Im Oktober 2012 kehrte Pagé zu den Siegener Sportfreunden zurück und übernahm beim westfälischen Regionalligisten eine Funktion in der Koordinierung der Jugendarbeit. Ab November 2012 übernahm er zudem das Traineramt für die in der Bundesliga spielende B-Jugend der Sportfreunde, konnte den Abstieg am Saisonende aber nicht verhindern. Am 8. Januar 2014 folgte Pagé dem als Cheftrainer zur Ersten Mannschaft gewechselten Matthias Hagner als Trainer des U-23-Teams der Sportfreunde nach. Wenige Wochen später verließ Pagé die Siegener jedoch und ging erneut nach Kenia, wo er am 29. Januar 2014 beim Erstliga-Aufsteiger Nakuru AllStars einen Zweijahresvertrag als Cheftrainer unterzeichnete. Im November 2014 übernahm er bis Saisonende im Sommer 2015 bei der A-Jugend der JSG Kalteiche das Traineramt, an der auch der TSV Steinbach beteiligt war.
Von 2015 bis 2018 war Pagé für den 1. FC Köln als Regionalscout im Nachwuchsbereich tätig. Ab September 2018 war er zwei Jahre lang sportlicher Leiter im Nachwuchsleistungszentrum des Regionalligisten Rot-Weiß Oberhausen. Im November 2020 ging Pagé erneut nach Kenia und trainierte für zwei Monate die kenianische U17-Nationalmannschaft in der WM-Qualifikation. Nach seiner Rückkehr nach Deutschland übernahm er im Sommer 2021 die U19-Junioren des TSV Steinbach.

## Publikationen
- Sport und Spiritualität. Unter besonderer Berücksichtigung der jüdisch-christlichen Spiritualität. Verlag Dr. Kovač, Hamburg 2013.